# شعب كورانكو
كورانكو أو كارانكو، هي مجموعة عرقية تعيش في سيراليون وغينيا. ويشكل الكورانكويون جزءًا كبيرًا من السكان في المنطقة الجبلية داخل شمال شرق سيراليون وجنوب غينيا.يتحدثون لهجات مختلفة، فضلًا عن وجود مجموعات اجتماعية متمايزة. وبصفة عامة، فإن شعب كورانكو شعب مسالم حافظ على هويته العرقية المنفصلة عن بقيت العرقيات، على الرغم من وجودأختلاطات القبلية في السنوات الأخيرة. ويرأس كل قرية من الكورانكو رئيس ومجموعة من كبار السن.
يتكلم كورانكو، لغة كورانكو، لهجة من فرع ماندي منأ سرة الغات نيجرية كنغوية. الكورانكو هم شعب مسلم، ولكن الكثير من الناس في هذه المنطقة المعزولة لا يزالون يمارسون المعتقدات الدينية التقليدية، وويعرفون أنفسهم على أنهم مسلمون دون التقيد بجميع الشعائر الإسلامية. الكورانكو يتكلمون لغة مماثلة للغة ماندينكا، ويمكن فهم لغتهم من قبل جيرانهم والحلفاءهم المقربين من ماندينكا وشعب سوسو.
يقطن الكورانكو منطقة جبلية داخل مرتفعات سيراليون الشمالية الشرقية، وتمتد إلى غينيا. هذه المنطقة تفتقر إلى أنظمة الطرق المناسبة ولا يمكن الوصول إليها بسهولة.